# Помарес Ордоньес, Херман
Херма́н Пома́рес Ордо́ньес (исп. Germán Pomares Ordóñez; 17 августа 1937, Эль-Вьехо, Чинандега — 24 мая 1979, Хинотега) — никарагуанский революционер, один из организаторов и руководителей СФНО.

## Биография
Родился 17 августа 1937 г. в деревне Эль-Вьехо департамента Чинандега. В 1959 г. познакомился с Карлосом Фонсекой, Томасом Борхе и Сильвио Майоргой и в 1961 г. участвовал с ними в создании СФНО.
В 1967 г. участвует в партизанских операциях в Панкасане. В 1969 г. арестован полицией Коста-Рики при пересечении её границы отступавшими сандинистами. Освобожден сандинистами вместе с Умберто Ортегой из Центральной тюрьмы Коста-Рики накануне их выдачи сомосовскому режиму. Что особенно удивляет коста-риканскую полицию, так это побег Помареса, так как последний получил тяжелое ранение при аресте. В апреле 1970 г. арестован в Никарагуа, но освобожден из заключения через год под давлением общественной кампании. В декабре 1974 г. колонна СФНО «Хуан Хосе Кесада» под его руководством проводит операцию по освобождению захваченных властями сандинистов, среди которых находится и Даниэль Ортега.
В 1976 г. становится командующим Северным фронтом СФНО «Карлос Фонсека». 
19 мая 1979 г., с целью отвлечения правительственных войск от частей СФНО в Нуэво-Гинее, колонна СФНО «Оскар Турсиос» атакует Хинотегу.
24 мая 1979 г. руководивший этим нападением Херман Помарес умер от ран, полученных при отступлении от Хинотеги.

## Память
- 15 июля 1981 г., декретом № 799, посмертно удостоен звания Национального героя.
- 30 апреля 1985 г. введен знак отличия Орден «Команданте Херман Помарес Ордоньес» (исп. Orden «Comandante Germán Pomares Ordóñez»).